# Oldenzaal
Oldenzaal (anhörenⓘ) (niedersächsisch Oldenzel) ist eine Stadt und Gemeinde mit 32.021 Einwohnern (Stand 1. Januar 2025) in der Region Twente in der niederländischen Provinz Overijssel.

## Lage und Wirtschaft
Oldenzaal liegt 10 km östlich von Hengelo und 15 km westlich der deutschen Grenzstadt Bad Bentheim.
Wegen der Nähe zur Grenze mit Deutschland haben sich, als noch eine Zollabfertigung erforderlich war, viele Transportunternehmen in der Stadt niedergelassen. Wegen der Konkurrenz aus Polen ist ihre Zahl mittlerweile kleiner geworden. In Oldenzaal haben sich auch einige Betriebe der Nahrungsmittelindustrie niedergelassen. Ansonsten gibt es viel Kleingewerbe. Auch der Tourismus ist von gewisser Bedeutung.
In der Umgebung gibt es Landwirtschaft. Früher wurde hier hauptsächlich Weißkohl angebaut, in der lokalen Mundart boeskool genannt. Daran erinnert ein Standbild in der Innenstadt und das Rezept Oldenzaalse boeskool, in dem feingeschnittener Weißkohl zunächst gekocht und anschließend mit Butter, Zwiebeln und Speck gebraten, mit Muskatnuss und Kreuzkümmel gewürzt und warm serviert wird.

## Geschichte

### Mittelalter
Schon im frühen 8. Jahrhundert war das Gebiet des heutigen Stadtkerns bewohnt. Der schottische Mönch Plechelmus errichtete hier 765 eine Kirche.
Der Ortsname lautete im Mittelalter Aldensele, was „alter Saal, altes Herrenhaus, alte Siedlung, Herrenland“ bedeutet. Die Abtei Prüm in der Eifel besaß hier 893 umfangreiche Güter mit einem Herrenhof. Ihr Vogt war 1222 der Graf von Kleve. 954 ließ Balderich von Utrecht, Bischof des Bistums, das damals die weltliche Gewalt über Overijssel ausübte, dort ein steinernes Gotteshaus, die heutige St.-Plechelmus-Kirche, bauen.
Der römisch-deutsche Kaiser Heinrich III. verlieh Oldenzaal 1049 das Recht, einen Wochenmarkt und am 21. Oktober eines jeden Jahres einen Jahrmarkt zu halten. Stadtrecht wurde Oldenzaal im Jahr 1249 verliehen. Im Spätmittelalter schloss sich Oldenzaal der deutschen Hanse an. Der Utrechter Bischof kam oft zu Besuch; die Stadt war ein wichtiges kirchliches Zentrum mit mehreren Klöstern. Eine Großstadt wurde es jedoch, mangels eines Hafens, nie.

### Frühe Neuzeit
Die Reformation beeinflusste die Oldenzaaler kaum. Als im Achtzigjährigen Krieg der Feldherr Moritz von Nassau 1597 die Stadt für die protestantischen Niederlande erobert hatte, wurde die Rückeroberung durch den Grafen Spinola im Jahr 1605 eher als Befreiung empfunden. In dieser Zeit ließ sich Philippus Rovenius in der Stadt nieder. Später war sie sein Bischofssitz. Die katholisch gebliebene Bevölkerung konnte unter spanischer Herrschaft frei ihren Glauben praktizieren. Auch wanderten katholische Flüchtlinge u. a. aus Deventer zu. Die Religionsfreiheit endete, als sich Oldenzaal 1626 den Truppen der Republik der Vereinigten Niederlande ergeben musste. Bis 1810 wurde der Calvinismus die herrschende Religion. Sogar die alte Plechelmuskirche wurde reformiert.

### 19. und 20. Jahrhundert
Im Ersten Koalitionskrieg wurde Oldenzaal im Winter 1794/1795 von französischen Truppen besetzt und ausgeraubt; die Bürger mussten hohe Kontributionen zahlen. Auch unter den anschließenden Napoleonischen Kriegen zu Beginn des 19. Jahrhunderts hatte die Stadt zu leiden. Die Bedeutung Oldenzaals ging stark zurück, bis um 1850 die Stadt ihren Anteil an der Twentschen Textilindustrie erhielt. Auch die Eisenbahnverbindung nach Hengelo und Salzbergen brachte wirtschaftlichen Vorteil. Die reiche Familie Palthe gründete von Oldenzaal aus eine landesweite Kette von Wäschereien.
Schon vor dem Zweiten Weltkrieg spionierte die deutsche Gestapo mit Hilfe der niederländischen Nazis, der „Nationalsozialistischen Bewegung“ (Nationaal-Socialistische Beweging) die Oldenzaaler Bevölkerung aus. Ein berühmtes Beispiel ist die Verfolgung des deutschen Jesuitenpaters Friedrich Muckermann, der nach Oldenzaal geflohen war. Die Oldenzaaler Druckerei Brüggemann druckte seine in Deutschland verbotenen Schriften weiter. Nach dem Einmarsch am 10. Mai 1940 wurden viele (potenzielle) Gegner (deutsche Emigranten, Gewerkschafter, Juden, Sozialdemokraten, Kommunisten) verhaftet, einige wurden sofort standrechtlich erschossen. Der Zweite Weltkrieg ließ Oldenzaal nahezu unberührt.
Um 1965 ging die Textilindustrie durch die Konkurrenz aus Asien ein, was vorübergehend hohe Arbeitslosigkeit auslöste.
Als um 1990 der Rijksweg 1 fertiggestellt wurde, siedelte sich wieder neues Gewerbe an.
Am frühen Morgen des 18. August 1988 war die Gemeinde auch Zwischenhalt des Geiseldramas von Gladbeck. Dort kamen alle Busgeiseln außer Ines Voitle und Silke Bischoff frei. Mit einem Fluchtwagen der Marke BMW wurde das Drama hinter der deutschen Grenze fortgesetzt.

## Sehenswürdigkeiten

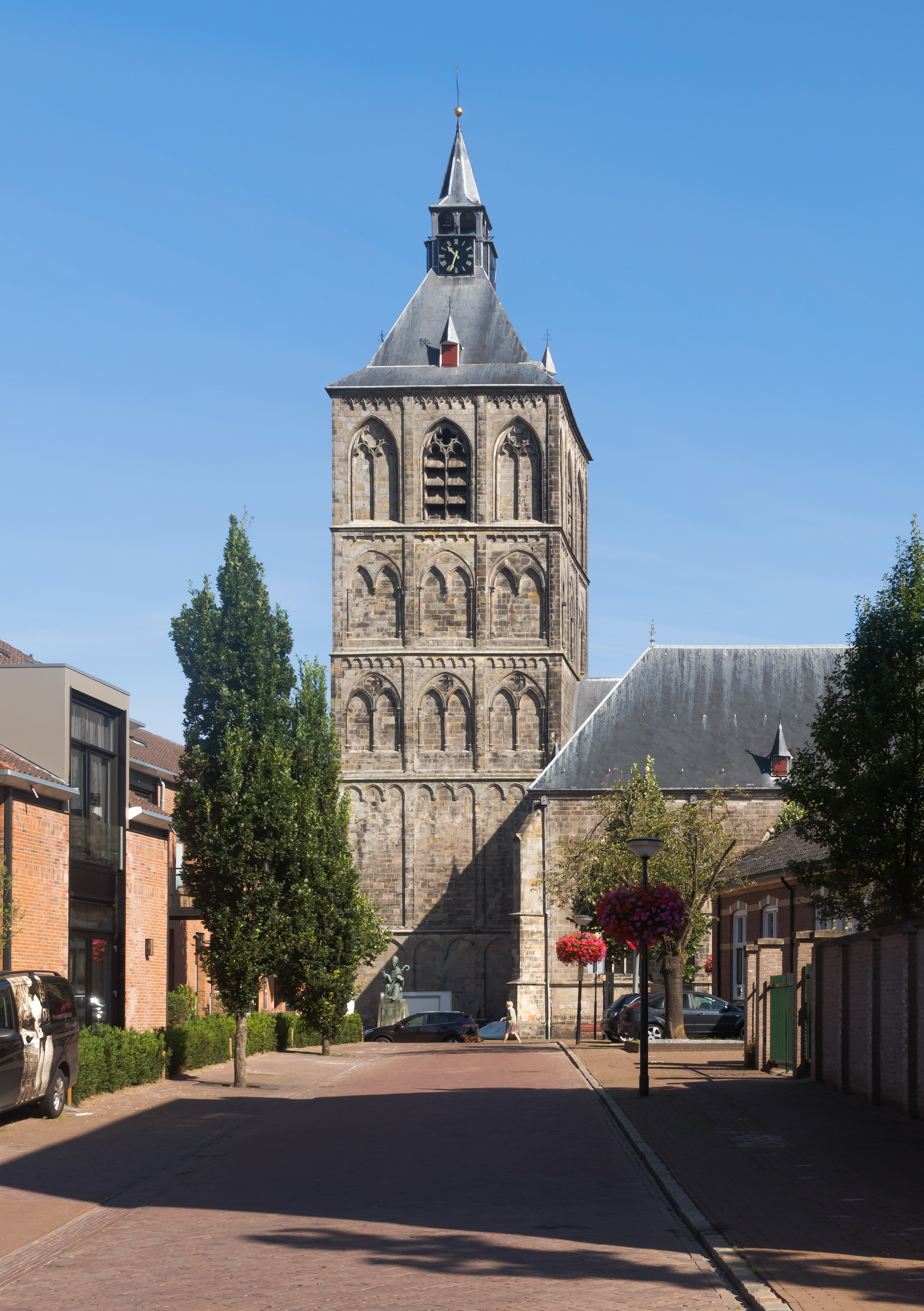
St.-Plechelmus-Basilika

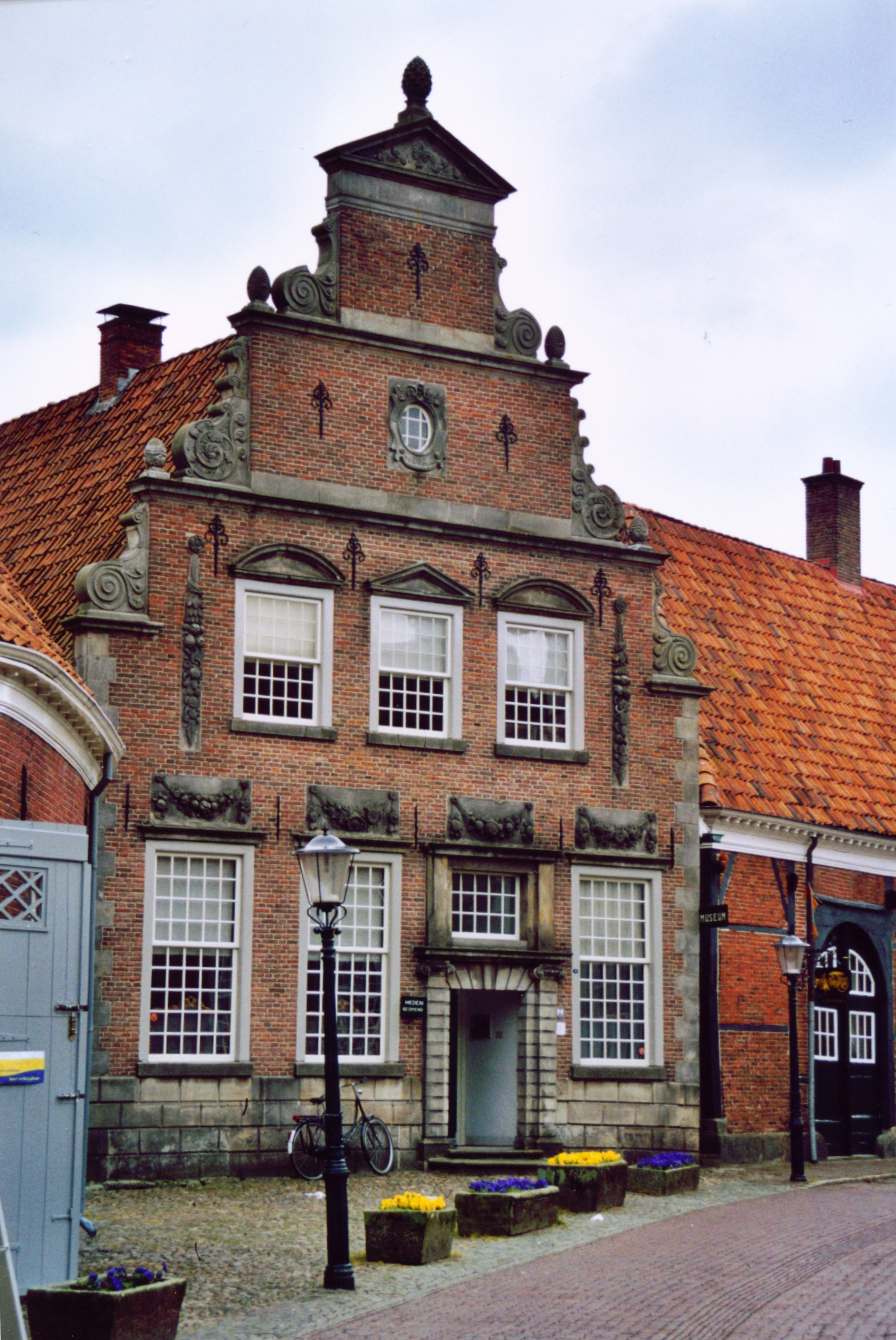
Das Palthehaus

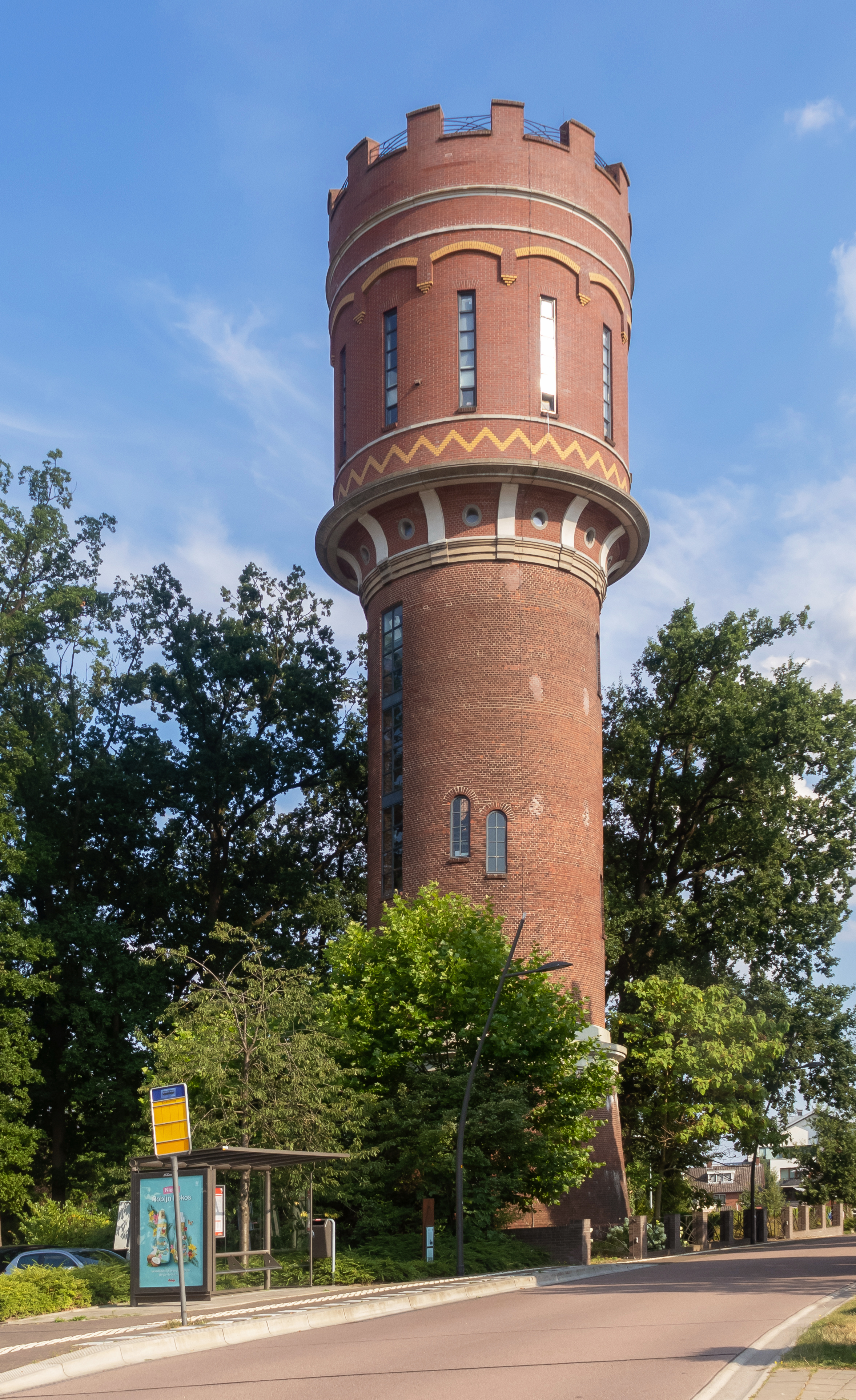
Der Wasserturm

Die St.-Plechelmus-Basilika (in ihr befindet sich das größte Glockenspiel (Carillon) Europas), deren Turm das Stadtbild prägt, ist eine Hallenkirche in spätromanischem Stil, mit späteren gotischen Anbauten. Im Inneren befinden sich u. a. zahlreiche Reliquiare und eine äußerst wuchtige, barocke Predigtkanzel aus der ehemaligen Franziskanerkirche in Rheine.
Die Oldenzaaler Innenstadt wurde in den 1950er Jahren größtenteils abgerissen. Es sind trotzdem noch einzelne historische Häuser übriggeblieben. In einem davon befindet sich das Heimatmuseum „Palthehuis“, u. a. mit einer Apotheke aus dem frühen 19. Jahrhundert. Das Haus stammt aus der Mitte des 17. Jahrhunderts und präsentiert sich im Inneren heute als ehemaliges Wohnhaus der Familie Palthe im Zustand des 18. Jahrhunderts.
Die Umgebung der Stadt ist eine leicht hügelige und waldreiche Parklandschaft. In Oldenzaal sind einige Hotels und Campingplätze zu finden. Südwestlich der Stadt befindet sich das Naherholungsgebiet „Het Hulsbeek“, ein von mehreren Waldgebieten umgebener See, an dem man u. a. Wassersport treiben kann.
Alljährlich gibt es im August das Stadtfest De boeskool is lös („Der Weißkohl ist (vom Erdreich) los“, also: geerntet) mit Markt-, Sport- und Musikveranstaltungen.

## Politik
Am 16. März 2022 gewann die Lokalpartei Wij Geven om Oldenzaal die Kommunalwahl mit 35,66 Prozent aller Stimmen und konnte damit ihre jahrelange Siegesserie fortsetzen.

### Gemeinderat
Der Gemeinderat von Oldenzaal wird seit 1982 wie folgt gebildet:
| Partei                   | Sitze | Sitze | Sitze | Sitze | Sitze | Sitze | Sitze | Sitze | Sitze | Sitze | Sitze |
| Partei                   | 1982  | 1986  | 1990  | 1994  | 1998  | 2002  | 2006  | 2010  | 2014  | 2018  | 2022  |
| ------------------------ | ----- | ----- | ----- | ----- | ----- | ----- | ----- | ----- | ----- | ----- | ----- |
| Wij Geven om Oldenzaal a | 3     | 4     | 4     | 8     | 8     | 12    | 8     | 11    | 9     | 7     | 9     |
| CDA                      | 10    | 9     | 8     | 6     | 6     | 6     | 7     | 5     | 4     | 5     | 4     |
| VVD                      | 4     | 2     | 2     | 3     | 4     | 2     | 2     | 3     | 3     | 5     | 4     |
| Solidair Oldenzaal       | –     | –     | –     | –     | –     | –     | –     | –     | –     | –     | 2     |
| PvdA                     | 3     | 6     | 5     | 3     | 3     | 2     | 4     | 2     | 2     | 2     | 2     |
| GroenLinks               | –     | –     | –     | 1     | 1     | 1     | 2     | 1     | 2     | 3     | 1     |
| D66                      | 1     | 0     | 2     | 2     | 1     | 0     | 0     | 1     | 3     | 1     | 1     |
| D’ran                    | –     | –     | –     | –     | –     | –     | –     | 0     | –     | –     | –     |
| Algemeen Ouderen Verbond | –     | –     | –     | –     | 0     | –     | –     | –     | –     | –     | –     |
| Unie 55+                 | –     | –     | –     | –     | 0     | –     | –     | –     | –     | –     | –     |
| SP                       | –     | 0     | –     | –     | –     | –     | –     | –     | –     | –     | –     |
| CPN                      | 0     | –     | –     | –     | –     | –     | –     | –     | –     | –     | –     |
| Gesamt                   | 21    | 21    | 21    | 23    | 23    | 23    | 23    | 23    | 23    | 23    | 23    |

Anmerkungen

### Städtepartnerschaft
Oldenzaal unterhält seit 1976 eine Städtepartnerschaft mit Rheda-Wiedenbrück, Nordrhein-Westfalen.

## Verkehr

### Eisenbahnverkehr
Der Bahnhof Oldenzaal liegt an der zweigleisigen und elektrifizierten Bahnstrecke Almelo–Salzbergen, die von Hengelo nach Rheine führt. Er wird halbstündlich von den Pendelzügen der Keolis Nederland B.V. nach Hengelo bedient. Außerdem hielten dort von Dezember 2010 bis Dezember 2013 stündlich die Züge des Grensland Expresses nach Bad Bentheim. Seit Februar 2018 ist in gleichem Takt die RB 61 Wiehengebirgs-Bahn nach Bielefeld unterwegs.

### Straßenverkehr
Oldenzaal liegt an der A 1, die von Amsterdam zur deutschen Grenze und dort als A 30 über Osnabrück nach Bad Oeynhausen führt, wo sie auf die A 2 trifft. Zusätzlich kreuzen sich in Oldenzaal die Provinzialstraßen N 343 und N 342. Der N 342 stellt die Verbindung nach Nordhorn sicher.

### Flugverkehr
Der nächste Flughafen ist der Luchthaven Twente, der etwa 5 km vom Zentrum entfernt liegt.

## Söhne und Töchter der Stadt
- Elsebe van Delden (1371–1458), Ordensfrau
- Warner Willem Amsinck (1542–1618), Stammvater der hamburgischen Patrizierfamilie Amsinck
- Mieke Telkamp (1934–2016), Sängerin
- Theo Pahlplatz (1947–2023), Fußballspieler
- Raimond van der Gouw (* 1963), Fußballtorhüter
- Ellen van Langen (* 1966), Mittelstreckenläuferin
- Martin van Drunen (* 1966), Musiker
- Rudie Kemna (* 1967), Radrennfahrer
- Björn Kuipers (* 1973), Fußballschiedsrichter
- Jan Vennegoor of Hesselink (* 1978), Fußballspieler
- Maarten de Jonge (* 1985), Radrennfahrer
- Derk Boerrigter (* 1986), Fußballspieler
- Tim Breukers (* 1987), Fußballspieler
- Patrick Gerritsen (* 1987), Fußballspieler
- Jules Reimerink (* 1989), Fußballspieler
- Alexander Bannink (* 1990), Fußballspieler
- Cas Peters (* 1993), Fußballspieler
- Juliët Lohuis (* 1996), Volleyballspielerin
- Jill Roord (* 1997), Fußballspielerin